# Edgbaston Cup 1983
Birmingham Classic 1983 — жіночий тенісний турнір, що проходив на відкритих кортах з трав'яним покриттям Edgbaston Priory Club у Бірмінгемі (Англія). Належав до Світової чемпіонської серії Вірджинії Слімс 1983. Відбувся вдруге і тривав з 6 до 12 червня 1983 року.

## Учасниці
| \| Спортсменка \| Країна \| Сіяна \| \| ---------------- \| ------ \| ----- \| \| Біллі Джин Кінг \| \| 1 \| \| Зіна Гаррісон \| \| 2 \| \| Розалін Феербенк \| \| 3 \| \| Івонн Коулі \| \| 4 \| \| Кеті Джордан \| \| 5 \| \| Івонн Вермак \| \| 6 \| \| Андреа Леанд \| \| 7 \| \| Венді Вайт \| \| 8 \| \| Мануела Малеєва \| \| 9 \| \| Енн Кійомура \| \| 10 \| \| Бет Герр \| \| 11 \| \| N/A \| N/A \| 12 \| \| Енн Вайт \| \| 13 \| \| N/A \| N/A \| 14 \| \| Алісія Молтон \| \| 15 \| \| Бетті Стов \| \| 16 \| | Нижче наведено гравчинь, які пробились в основну сітку через стадію кваліфікації: - Кеті Драрі - Енн Гендрікссон - Барбара Джордан - Енн Мінтер - К О'Ніл - Бренда Ремілтон - Джулі Салмон - Елізабет Соєрс Учасниці, що потрапили в основну сітку як щасливий лузер: - Etsuko Unoue - Кім Сендс |       |
| Спортсменка | Країна | Сіяна |
| Біллі Джин Кінг | США | 1     |
| Зіна Гаррісон | США | 2     |
| Розалін Феербенк | ПАР | 3     |
| Івонн Коулі | Австралія | 4     |
| Кеті Джордан | США | 5     |
| Івонн Вермак | ПАР | 6     |
| Андреа Леанд | США | 7     |
| Венді Вайт | США | 8     |
| Мануела Малеєва | Болгарія | 9     |
| Енн Кійомура | США | 10    |
| Бет Герр | США | 11    |
| N/A | N/A | 12    |
| Енн Вайт | США | 13    |
| N/A | N/A | 14    |
| Алісія Молтон | США | 15    |
| Бетті Стов | Нідерланди | 16    |

## Фінальна частина

### Одиночний розряд
Біллі Джин Кінг —  Алісія Молтон 6–0, 7–5
- Для Кінг це був другий титул за сезон і 129-й — за кар'єру.

### Парний розряд
Біллі Джин Кінг /  Шерон Волш —  Беверлі Моулд /  Елізабет Соєрс 6–2, 6–4
- Для Волш це був 4-й титул в парному розряді за сезон і 15-й — за кар'єру.